# Collado
Collado är en kommunhuvudort i Spanien.   Den ligger i provinsen Provincia de Cáceres och regionen Extremadura, i den centrala delen av landet, 180 km väster om huvudstaden Madrid. Collado ligger 453 meter över havet och antalet invånare är 213.
Terrängen runt Collado är kuperad åt nordväst, men åt sydost är den platt. Runt Collado är det ganska glesbefolkat, med 32 invånare per kvadratkilometer. Närmaste större samhälle är Jaraíz de la Vera, 2,9 km väster om Collado. 